# Aderus grouvellei
Aderus grouvellei é uma espécie de inseto besouro da família Aderidae. Foi descrita cientificamente por Maurice Pic em 1910.

## Distribuição geográfica
Habita no Japão.